# Lac Isou
Le lac Isou est un lac de la Grande Terre des îles Kerguelen dans les Terres australes et antarctiques françaises (TAAF). Il est situé sur la péninsule Loranchet à 181 mètres d'altitude.